# Зеркали
Зеркали́ (рос. Зеркалы) — село у складі Шипуновського району Алтайського краю, Росія. Адміністративний центр Зеркальської сільської ради.

## Населення
Населення — 671 особа (2010; 830 у 2002).
Національний склад (станом на 2002 рік):
- росіяни — 95 %